# Sugihwaras (Kepoh Baru)
Sugihwaras is een bestuurslaag in het regentschap Bojonegoro van de provincie Oost-Java, Indonesië. Sugihwaras telt 3964 inwoners (volkstelling 2010).